# Качамай (стадіон)
«Естадіо Качамай» (ісп. Estadio Cachamay) — багатофункціональний стадіон в Сьюдад-Гуаяні, Венесуела, одна з  головних спортивних арен Венесуели.

## Загальний опис
Стадіон побудований та відкритий 1990 року із місткістю 14 000 глядачів. Протягом 2006—2007 років арену було реконструйовано та розширено. Було практично повністю перебудовано всю конструкцію стадіону, в результаті чого місткість нині становить 45 600 глядачів, що втричі більше, ніж було до перебудови. Споруда розміщена на березі річки Кароні. Стадіон є одним із найсучасніших та найфункціональніших у Південній Америці.
«Естадіо Качамай» є частиною спортивного комплексу «Сентро Тотал де Ентретеніміенто Качамай». Назва арени походить від парку Качамай, неподалік якого вона розташована. Одна із назв «Полідепортіво Качамай» позначає багатофункціональність стадіону.
Стадіон є домашньою ареною для збірної Венесуели з футболу та футбольних клубів «Мінерос Гуаяна» та «Мінервен», а також місцем проведення різного роду спортивних змагань та політичних і культурних заходів. 
Арена приймала матчі в рамках Кубка Америки з футболу 2007 року. В подальшому на арені проходили матчі молодіжного чемпіонату Південної Америки 2009 року.